# Шовелен, Бернар Франсуа де
Маркиз Берна́р Франсуа́ де Шовеле́н (фр. Bernard Francois, marquis de Chauvelin; 29 ноября 1766 года, Париж — 9 апреля 1832 года, там же) — французский политический деятель. Сын генерала и дипломата Бернара Луи де Шовелена.
Служил в армии; несмотря на аристократическое происхождение, стал на сторону революции и в 1792 г. был назначен посланником в Лондон. Когда после казни Людовика XVI отношения Англии с Францией порвались, Шовелен был вынужден вернуться в Париж. Во время господства террора он был арестован, но после 9 термидора освобождён. После 18 брюмера он был назначен членом трибуната, но, вследствие сопротивления некоторым мерам Бонапарта, скоро лишён этой должности. Только в 1803 г. Наполеон вновь принял его на службу префектом одного из департаментов; с 1811 г. был членом государственного совета. После реставрации он был членом палаты депутатов, место в которой сохранил и после революции 1830 г. В палате до 1830 г. он принадлежал к оппозиции.